# Vytrvalá rostlina

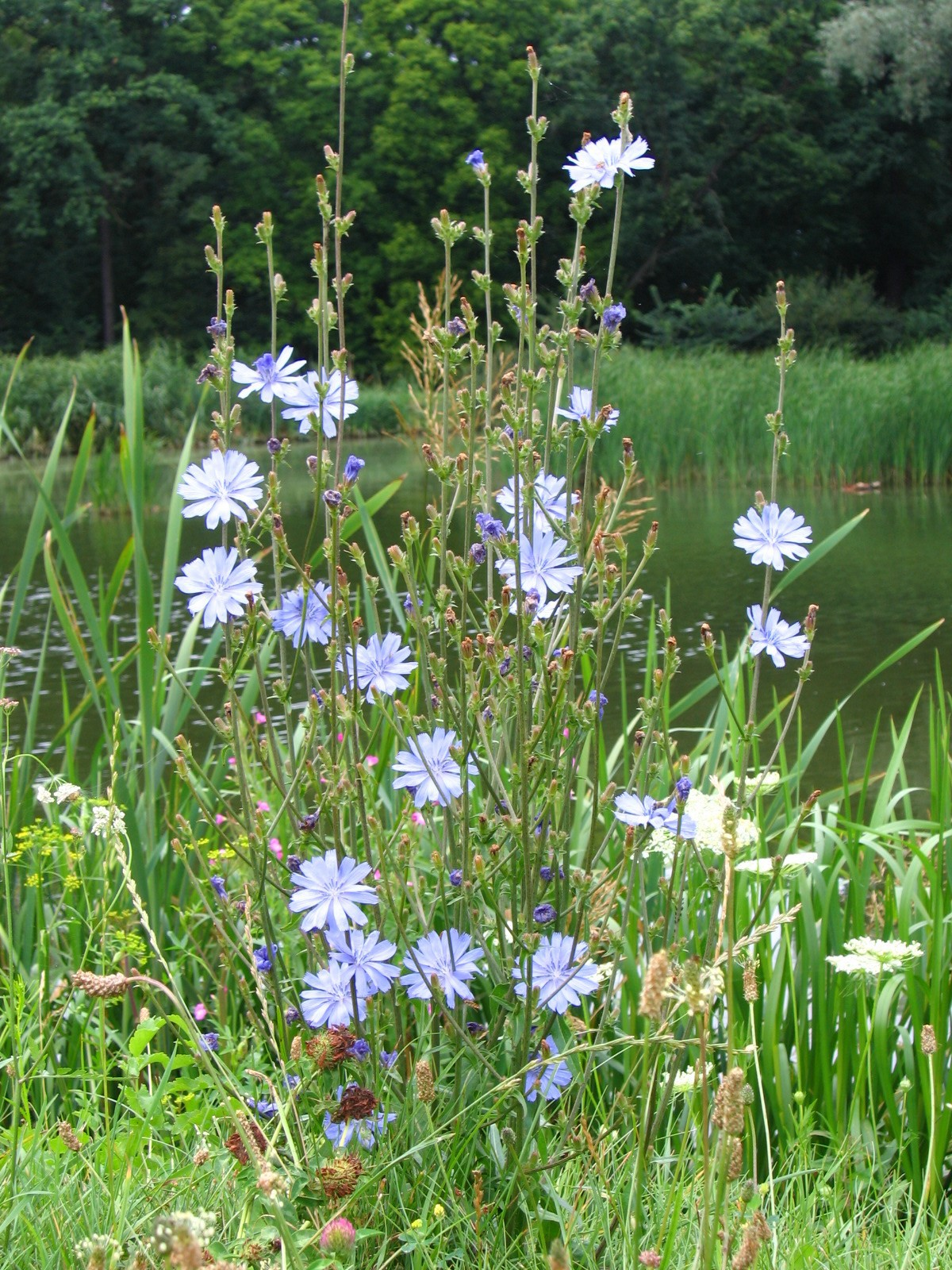
čekanka obecná

Vytrvalá rostlina je rostlina, mnohaletá bylina, opakovaně kvetoucí. Jiné označení pro skupinu rostlin je trvalky, pereny rostliny polykarpické.
Trvalky je rovněž používaný název pro některé rostliny z této skupiny, které jsou specificky používány jako okrasné rostliny. Podle botanické definice jde o víceleté nedřevnaté rostliny. Trvalka během svého života obvykle několikrát kvete a má semena. Vytrvalé rostliny mohou být každoročně plodné, nebo několik let neplodné. Rostliny, které vytrvávají na stanovišti několik let ale mají semena pouze jednou, nejsou označovány jako vytrvalé rostliny.
Nepříznivé vegetační podmínky, např. zimu a sucho velmi často přečkávají pouze podzemní orgány – kořeny, oddenky, hlízy, cibule.
Nadzemní orgány – listy a stvoly – u většiny trvalek zahynou, vytrvalé rostliny každoročně obnovují své nadzemní části. Příkladem bylin, kde přežívá zimu i nadzemní část jsou netřesky nebo traviny. Podzemní části jsou zásobárnami živin a vody. Za vhodných vegetačních podmínek rostlina vyraší z neporušených podzemních částí. Do skupiny trvalek se nezařazují druhy, které nepřečkají zimu ve volné půdě.

## Etymologie
Pojem pereny je plné synonymum pro termín trvalky ve smyslu vytrvalé, tj. víceleté byliny či zahradní květiny. Termín „trvalky“ je ovšem nejen mladší, ale i širší a čeština ho používá v mnoha oborech lidské činnosti, vznikl především ze snahy odstranit z jazyka cizí slovo. Pereny jsou počeštěným tvarem latinského perenae - vytrvalý. Výraz pereny je ovšem přesnější a proto používaný zejména v odborných zahradnických kruzích (podobně jako konifery, alpinky, annuely aj.). Teprve po roce 1948 se pereny dostaly na druhé místo v odborném jazyce. Dnes se pozvolna vrací na své původní místo spolu s květinami, které označuje.
Čeština zná i starší výraz pro pereny - trvalky. Tím je pojem „ostálky“. Z širšího použití vymizel v průběhu meziválečného období a tento pojem se používá jako české jméno pro rod Zinnia.

## Dělení trvalek

### Podle obnovovacích orgánů
Podle Raunkiaerova systému životních forem se dělí na:
- hemikryptofyty
- chamaefyty
- Kryptofyty - geofyty a hydrofyty
- fanerofyty

### Podle zeměpisné polohy
Použití trvalek do volné půdy se mění s nadmořskou výškou a zeměpisnou šířkou. Každý stupeň zeměpisné šířky má své typické druhy trvalek. Výskyt rozmanitých druhů trvalek se zmenšuje směrem od tropického pásu k polárnímu. Střední Evropa má optimální podmínky pro různé skupiny trvalek – vlhká, svěží i stinná místa pro trvalky horského původu a chráněná teplá místa pro trvalky jižního původu; musí zde však mít podmínky pro přečkání zimy.

### Podle klimatických typů
Trvalky můžeme rozdělit přibližně do 5 klimatických typů, kde přírodní podmínky odpovídají požadavkům trvalek:
- mírné a vlhké podnebí
- mírné a sušší podnebí
- teplejší suché podnebí
- teplejší a vlhké podnebí
- subarktické podnebí

## Původ trvalek
Původ trvalek lze najít jen u čistých botanických druhů. V podmínkách mírného pásu se vyskytují trvalky nejvíce jako kříženci. Vývoj trvalek začal před mnoha milióny let a probíhá celou stupnicí geologických dob, od prvních cévnatých rostlin devonu až po rozmanité rostliny třetihor. Třetihory, období ve kterém byla již klimatická pásma, se staly základem naší dnešní flóry. Na vývoj vytrvalých bylin měla vliv doba arktická v třetihorách, kdy se značně ochladilo a nízké teploty zničily teplomilné rostliny. Po době ledové se trvalky vyvinuly z původních lučních a močálových rostlin, které ustoupily před zimou. Nebyly však stejné, jelikož již došlo ke křížení s tamějšími druhy a k přizpůsobení tamním podmínkám. Proto na novém území vznikaly nové typy a šířily se typy staré.